# Džanaj
Džanaj ibn Nur Devlet (tatarsko Canay, Җанай, جانای‎) je bil drugi sin sultana Nur Devleta in po smrti brata Satilgana od leta 1506 do 1512 sultan Kasimskega kanata, * neznano, † neznano.
Sodeloval je v vojni Moskovske velike kneževine s Kazanskim kanatom leta 1505–1507. Aprila 1506 je že pred bratovo smrtjo poveljeval kasimskim Tatarom. 16. oktobra 1506, verjetno že po Satilganovi smrti, so mu ukazali, naj odide v Murom.
V dokumentih iz leta 1508 je omenjen kot lastnik meščerskega in andrejevskega gradu. Istega leta je med ruskim pohodom proti litovski vojski na Toropecu skupaj s knezom Striginom-Obolenskim poveljeval polku  Tatarov.
Po Džanajevi smrti je začela v Kasimovu vladati dinastija kanov iz Velike horde. 

## Vira
- Вельяминов-Зернов В.В.V. Джанай. Исследование о касимовских царях и царевичах.  2-е изд. СПб.: В тип. Имп. Академии наук, 1863. str.  205-216.
- Рахимзянов Б.Р. Крымская династия в Касимовском царстве. Точка зрения: Сборник научно-исследовательских статей. Казань: Мастер Лайн, 2000. str. 69—88.

| Džanaj Dinastija GerajRojen: neznano Umrl: neznano |                                      |                         |
| Vladarski nazivi                                   |                                      |                         |
| Predhodnik: Satilgan                               | Sultan Kasimskega kanata 1506 – 1512 | Naslednik: Šejk Aulijar |